# Chloeia pseudeuglochis
Chloeia pseudeuglochis är en ringmaskart som beskrevs av Augener 1924. Chloeia pseudeuglochis ingår i släktet Chloeia och familjen Amphinomidae. Inga underarter finns listade i Catalogue of Life.